# Jangkar Mas
Jangkar Mas is een bestuurslaag in het regentschap Pagar Alam van de provincie Zuid-Sumatra, Indonesië. Jangkar Mas telt 2038 inwoners (volkstelling 2010).